# Gedeon Bogdanović
Gedeon Bogdanović-Geco, srbski general, * 21. januar 1912, † 22. november 1987, Novi Sad.

## Življenjepis
Med aprilsko vojno je bil podčastnik kraljeve jugoslovanske vojske. Leta 1941 je vstopil v NOVJ in KPJ.
Po vojni je končal šolanje na Višji vojaški akademiji JLA. Upokojen je bil leta 1965.

## Odlikovanja
- Red narodnega heroja
- Red partizanske zvezde
- Red bratstva in enotnosti